# میثم زارع
میثم زارع کشتی گیر ( زاده ۳ بهمن ۱۳۷۸ ) در شهرستان کنگاور کشتی گیر آزاد کار است.
وی  توانسته مدال برنز یونان آتن  را کسب کند.

## افتخارات
- نقره مسابقات بین المللی یادگار امام
- نقره نوجوانان آسیا
- برنز نوجوانان جهان